# Fever (single van Balthazar)
Fever is een nummer van de Belgische indierockband Balthazar uit 2018. Het is de eerste single van hun gelijknamige vierde studioalbum.
"Fever" werd een bescheiden hit in België, waar het de 47e positie behaalde in de Vlaamse Ultratop 50. Hiermee was het de eerste Top 50-notering in het op dat moment 14-jarig bestaan van de band. Eerder had de band al vele tipnoteringen behaald.

## Tracklijst
- Muziekdownload

1. "Fever" - 6:05